# Sam Cooke
Sam Cooke (22. ledna 1931 Clarksdale – 11. prosince 1964 Los Angeles) byl americký písničkář, jeden ze zakladatelů soulové hudby. V období mezi lety 1957 a 1964 se mu třicetkrát podařilo zabodovat v americkém singlovém žebříčku Top 40. Mezi jeho největší hity patří: „You Send Me”, „A Change Is Gonna Come”, „Cupid”, „Chain Gang”, „Wonderful World” a Twistin' the Night Away. Během rozvíjení své hudební kariéry se Cooke také věnoval vedení hudebního nakladatelství. Aktivně také podporoval boj černošských obyvatel Spojených států za svá práva. Ve svých 33 letech byl zastřelen majitelkou hotelu.
Jeho písně předělalo mnoho umělců, mezi které patří The Rolling Stones, Journey, Van Morrison nebo Status Quo. V žebříčku 100 nejlepších zpěváků všech dob amerického časopisu Rolling Stone se umístil na čtvrtém místě, v žebříčku 100 největších umělců všech dob téhož časopisu na šestnáctém. Jeho píseň „A Change Is Gonna Come“ se umístila na dvanáctém místě v žebříčku 500 nejlepších písní všech dob stejného časopisu. V tomtéž žebříčku se na dalších pozicích umístilo ještě několik jeho dalších písní. V roce 1986 byl jako jeden z prvních uveden do Rock and Roll Hall of Fame. V roce 1999 byl oceněn cenou Grammy Lifetime Achievement Award.

## Diskografie
- 1958 – Sam Cooke
- 1958 – Encore
- 1959 – Hit Kit
- 1959 – Tribute to the Lady - Billie Holiday
- 1960 – Hits of the Fifties
- 1960 – Cooke's Tour (live)
- 1960 – I Thank God
- 1960 – Swing Low
- 1960 – The Wonderful World of Sam Cooke
- 1961 – My Kind of Blues
- 1962 – Twistin' the Night Away
- 1963 – Mr. Soul
- 1963 – Night Beat
- 1963 – Live at the Harlem Square Club, 1963
- 1964 – Sam Cooke at the Copa [live]
- 1964 – Ain't That Good News
- 1964 – Soul Stirrers
- 1965 – Shake